# Soloalbum (Film)
Soloalbum ist eine deutsche Liebeskomödie aus dem Jahr 2003. Der Film basiert lose auf dem gleichnamigen Roman von Benjamin von Stuckrad-Barre.

## Handlung
Ben ist ein trendiger und selbstbewusster Mitt-Zwanziger, der bei einer großen Musikzeitschrift in Berlin arbeitet. Immer an seiner Seite sind seine beiden Freunde Christian und Alf. Christian arbeitet bei derselben Zeitschrift wie Ben, Alf ist Apotheker, der gerne aus verschiedenen Medikamenten neue Drogen zusammenmixt. Nachdem Ben seine jüngere Freundin Katharina ausgerechnet an ihrem Geburtstag zum wiederholten Male versetzt und lieber auf eine Party geht, macht diese mit ihm Schluss. Das wirft den sonst so coolen Ben völlig aus der Bahn. Zunächst verschanzt er sich neun Tage in seiner Wohnung, dann versucht er sich wieder ins Leben zu stürzen. Dabei muss er aber ständig an Katharina denken und begibt sich in mehrere peinliche Situationen. Der Höhepunkt wird erreicht, indem er seinen Selbstmord vortäuscht, um seine Ex-Freundin wieder zurückzugewinnen. Erst als er im Krankenwagen auf dem Weg in die Klinik ist und Katharina ihm ihre Liebe gesteht, merkt Ben, wie tief er gesunken ist. Er steht einfach von der Trage auf und rennt davon. Die nächsten Tage verbringt er damit, seine Beziehung zu Katharina aufzuarbeiten, indem er ihre Geschichte aufschreibt. Als Katharina sich von ihm verabschieden will, weil sie ein halbes Jahr nach London gehen wird, entdeckt sie die Blätter des noch unfertigen Manuskripts in Bens Wohnung. Ben selbst ist nicht zu Hause, weil er seinem Freund Christian helfen muss. Deshalb schreibt sie ihm eine SMS, in der sie ihn fragt, wie seine Geschichte enden wird, und ihn über ihre unmittelbar bevorstehende Abreise informiert. Ben rennt sofort los und trifft im letzten Moment am Busbahnhof ein. Dort versöhnen sich die beiden und fahren gemeinsam nach London.

## Regeln
Während des Films werden verschiedene Regeln für das Bewältigen einer Trennung vorgestellt, die Ben jeweils durchlaufen muss:
- Regel 01: Liebeskummer bloß nicht zulassen
- Regel 02: Sich wieder ins Leben stürzen
- Regel 03: Den Verlust akzeptieren
- Regel 04: Die üblichen Fehler vermeiden
- Regel 05: Selbstbestätigung suchen
- Regel 06: In sich gehen
- Regel 07: Die neue Liebe leben
- Regel 08: Der Verzweiflung davonlaufen
- Regel 09: Loslassen können
- Regel 10: Den Tiefpunkt zum Wendepunkt machen

## Hintergrund
Der Film wurde vom 8. Juli bis 31. August 2002 in Berlin gedreht. Der deutsche Kinostart war am 27. März 2003. Insgesamt wurde er von 415.287 Kinobesuchern gesehen.
Hauptdarsteller Matthias Schweighöfer gewann 2003 den New Faces Award als bester Nachwuchsdarsteller.

## Kritik
„Verfilmung eines Popliteratur-Bestsellers mit allen Zutaten der deutschen Teenie-Komödie, die sich mit bemüht jugendlichem Esprit und entsprechenden Darstellern gewollt gagreich durch den Leerlauf der Handlung laviert.“

„Eine der typischen Teenie-Komödien um Liebe, Freundschaft und das Lebensgefühl der jungen Generation. Der Film entstand nach dem gleichnamigen Bestseller von Benjamin von Stuckrad-Barre. Die überdrehte Story vertraut besonders auf die durchweg guten Darsteller, wirkt aber dennoch so, als ob man alles schon einmal gelesen und gesehen hätte. Dennoch: viele witzige Einfälle sorgen für beste Unterhaltung.“

„Soloalbum […] zeigt, wie schnell sich Zeitgeist verflüchtigen kann. Die Geschichte eines jungen Musikjournalisten […] wirkt schon fast verstaubt. Der von Gregor Schnitzler inszenierte Film strengt sich zu sehr an, seine Helden lässig wirken zu lassen, und bemüht sich verkrampft um coole Komik. Da helfen Spielfreude und Charme der Hauptdarsteller Matthias Schweighöfer und Nora Tschirner wenig.“